# 제405육군야전지원여단
제405육군야전지원여단(405th Army Field Support Brigade (405th AFSB))은 Daenner 막사에 본부를 둔 미국 육군의 군수지원여단이다. 육군지원사령부 산하 부대이자 제21전구지원사령부의 배속부대로서, 미국 유럽 사령부와 미국 아프리카 사령부에 대한 군수 지원을 관할하고 있다.

## 임무
육군물자사령부(AMC)와 육군지원사령부(ASC)의 유럽 및 아프리카에서의 군수품 수입 및 관리 임무를 단일부대인 제405육군야전지원여단에서 수행하고 있다. 모든 유럽 주재 군수비축센터로 하여금 미국 유럽-아프리카 육군, 유럽과 아프리카에 배치된 여단전투단, 전투항공여단에 직접 지원을 제공하도록 지휘통제한다. 그리고 전시에 APS-2에 비축해둔 장비를 언제라도 쓸 수 있도록 정지적으로 유지보수한다.

## 역사
1982년 7월, 유럽 개발대응사령부(DARCOM-Europe)는 1성 사령부로 설립되었다. 유럽 DARCOM은 유럽에 현장팀, 전방 창, 연구개발과학기술팀, 군수원조프로그램(LAP)을 포함하여 39개 부처를 거느렸다. 1984년 이후, DARCOM의 이전 이름인 육군물자사령부(AMC)로 되돌려지자, DARCOM-유럽 또한 AMC-유럽으로 개편되고, 유럽에 있는 모든 AMC 자산을 지휘통제, LAP와 장비 현장 조달, AMC 계약자들의 시설 관리, 미국 유럽 육군 본부 및 상급군수제대와의 군수 업무를 수행하게 되었다.
1990년대에 지휘 직위는 이후의 재조직에서 대령으로 낮춰졌다. 지휘통제(C2) 역할은 줄어서, 프로그램 관리자의 직위가 재설립되면서 더욱 독립되었다. 걸프 전쟁의 사막 폭풍 작전 이후, 유럽 전시비축물자의 통제권은 미국 유럽 육군에서 육군물자사령부 산하 산업운영사령부(IOC)로 넘겨졌다. 2000년 운영지원사령부(OSC)로 개편되었고, AMC-유럽의 통제권을 이양받았다.
2004년에 AMC-유럽과 유럽 전시비축물자가 합쳐지고 AMC-유럽은 유럽 육군야전지원여단(AFSB-Europe)으로 개편되었다. 2007년 10월, 부대는 유럽 제405육군야전지원여단(405th AFSB-Europe)으로 임시로 개명되었다가, 이듬해 2008년 10월 16일, Seckenheim에서 개조된 TOE기반 부대인 제405육군야전지원여단이 되었다. 이듬해 2009년 카이저슬라우테른으로 본부를 옮겼다.
2024년 폴란드 주재 미군부대를 지원하기 위해 만하임 육군야전지원대대가 폴란드 육군야전지원대대로 개편되고, 만하임의 콜먼 APS-2 작업장에서 비엘코폴스카주의 Powidz로 이사하였다.

## 산하 조직
- APS-2 작업장 - 6곳

### 대대
- 독일 육군야전지원대대[3] - 빌섹 로즈 막사
- 베네룩스 육군야전지원대대[4] - 네덜란드 Eygelshoven
- 아프리카 육군야전지원대대[5] - 이탈리아 리보르노 레그혼 육군창
- 폴란드 육군야전지원대대[2][6]

### 동부군수지원팀
Logistics Support Teams (LST)
- 동부군수지원팀
- 서부군수지원팀

### 군수비축센터
Logistics Readiness Center (LRC)
- LRC 라인란트-팔츠
- LRC 바이예른
- LRC 베네룩스
- LRC 비스바덴
- LRC 슈투트가르트
- LRC 안스바치
- LRC 이탈리아

## 참고
1. 1 2 3 4  “Subordinate Unit History”. 《Army Sustainment Command》 (미국 영어). 2024년 12월 26일에 확인함.
2. 1 2  “Arym Field Support Battalion - Poland” (PDF). 《U.S. Army Sustainment Command》 (미국 영어). 2024년 12월 26일에 확인함.
3. ↑  “405th Army Field Support Battalion - Germany” (PDF) (영어). 2023년 11월 14일에 원본 문서 (PDF)에서 보존된 문서. 2020년 11월 11일에 확인함.
4. ↑  “405th Army Field Support Battalion - Benelux” (PDF) (영어). 2023년 11월 14일에 원본 문서 (PDF)에서 보존된 문서. 2020년 11월 11일에 확인함.
5. ↑  “405th Army Field Support Battalion - Africa” (PDF) (영어). 2023년 11월 14일에 원본 문서 (PDF)에서 보존된 문서. 2020년 11월 11일에 확인함.
6. ↑  “405th Army Field Support Battalion - Mannheim” (PDF) (영어). 2023년 11월 14일에 원본 문서 (PDF)에서 보존된 문서. 2020년 11월 11일에 확인함.

- “Fact Sheet: 405th Army Field Support Brigade” (PDF) (영어). Army Sustainment Command Public Affairs. 2018년 4월 17일. 2023년 11월 14일에 원본 문서 (PDF)에서 보존된 문서. 2020년 9월 12일에 확인함.